# Jo Yu-ri
Dans ce nom coréen, le nom de famille, Jo, précède le nom personnel.
Jo Yu-ri (hangeul : 조유리), née le 22 octobre 2001 à Busan, est une chanteuse et actrice sud-coréenne révélée en tant que membre du groupe de filles nippo-sud-coréen Iz*One. Elle commence sa carrière musicale solo en 2021 avec son premier single intitulé Glassy. Elle fait ensuite ses débuts en tant qu'actrice dans la série Mimicus (2022), puis acquiert une plus grande notoriété en participant à la série Squid Game (2024).

## Biographie
Jusqu'à l'âge de 13 ans, Jo Yu-ri est une étudiante ordinaire spécialisée en piano. C’est à partir de ses 14 ans qu’elle se décide à devenir chanteuse. Elle tente alors d’auditionner pour la JYP Entertainment mais ne réussit pas le tour préliminaire.
En 2017, Jo Yu-ri participe au programme compétitif Idol School de Mnet. Malgré de bons résultats, elle est éliminée en finale et termine à la quinzième place, ne lui permettant pas d’intégrer le groupe fromis_9.
L’année suivante, Jo Yu-ri est candidate de Produce 48 en tant que représentante de l'agence Stone Music Entertainment qu’elle a rejoint neuf mois auparavant. Elle termine troisième au classement final, ce qui lui permet de faire ses débuts dans le groupe Iz*One, le 29 octobre 2018. Elle y occupe le rôle de chanteuse principale.
En septembre 2020, Jo Yu-ri sort sa première bande-son intitulée My Love pour la série télévisée Do You Like Brahms? diffusée sur SBS. Elle renouvelle cette expérience quelques mois plus tard avec Story of Us, bande-son de la série Monthly Magazine Home de JTBC.
À la suite du concert final d’Iz*One qui s’est tenu en ligne le 14 mars 2021, elle prend une pause dans ses activités à cause de son changement de label causé par une réorganisation interne de CJ E&M.
En août 2021, Wake One ouvre les réseaux sociaux officiels de Jo Yu-ri en vue de débuts en solo à venir.
Début septembre, elle annonce sur ses réseaux sociaux être la nouvelle muse internationale de la marque de cosmétique Colorgram. À la fin du mois, il est annoncé que Jo Yu-ri sort son premier single album Glassy le 7 octobre, faisant d’elle la seconde ex-membre d'Iz*One à sortir un album depuis la fin du groupe. En un peu plus d’une semaine, l’album cumule plus de 50 000 pré-commandes. Avec 75 000 exemplaires vendues au cours de la première semaine de mise en vente, Glassy enregistre la 9e plus haute vente d’albums la première semaine pour une soliste de l’histoire.
En avril 2022, il est annoncé que Jo Yu-ri se lancera en tant qu'actrice et fera partie du casting de la série sud-coréenne Mimicus.
En décembre 2024, elle participe à la série Squid Game et gagne en popularité à travers le monde.

## Discographie

### Albums
| Année | Titre                                      | Détails                                              | Classement | Ventes               |
| Année | Titre                                      | Détails                                              | COR        | Ventes               |
| ----- | ------------------------------------------ | ---------------------------------------------------- | ---------- | -------------------- |
| 2021  | Glassy (1er single album)                  | - Date de sortie : 7 octobre 2021 - Label : WakeOne  | 5          | COR : plus de 89 100 |
| 2022  | Op.22 Y-Waltz : in Major (1er mini-album)  | - Date de sortie : 2 juin 2022 - Label : WakeOne     | 5          | COR : plus de 92 600 |
| 2022  | Op.22 Y-Waltz : in Minor (2e single album) | - Date de sortie : 24 octobre 2022 - Label : WakeOne | 6          | COR : plus de 58 800 |
| 2023  | Love All (2e mini-album)                   | - Date de sortie : 9 août 2023 - Label : WakeOne     | 11         | COR : plus de 40 000 |
| 2025  | Episode 25 (3e mini-album)                 | - Date de sortie : 14 juillet 2025 - Label : WakeOne | 19         | COR : plus de 21 000 |

### Singles
| Année                                                           | Titre                                            | Classement | Album                    |
| Année                                                           | Titre                                            | COR        | Album                    |
| En solo                                                         | En solo                                          | En solo    | En solo                  |
| --------------------------------------------------------------- | ------------------------------------------------ | ---------- | ------------------------ |
| 2021                                                            | Glassy                                           | 137        | Glassy                   |
| 2022                                                            | Love Shhh! (러브 쉿!)                            | 97         | Op.22 Y-Waltz : in Major |
| 2022                                                            | Loveable                                         | —          | Op.22 Y-Waltz : in Minor |
| 2023                                                            | Taxi                                             | —          | Love All                 |
| 2025                                                            | Growls and Purrs (개와 고양이의 시간)            | —          | Episode 25               |
| 2025                                                            | Farewell for Now! (이제 안녕!)                   | —          | Episode 25               |
| En collaboration                                                |                                                  |            |                          |
| 2021                                                            | Autumn Memories (가을 상자) (avec Lee Seok-hoon) | 193        | Glassy                   |
| "—" indique que le single ne s'est pas classé dans cette région |                                                  |            |                          |

### Bandes originales
| Année | Titre                                      | Album                            |
| ----- | ------------------------------------------ | -------------------------------- |
| 2020  | My Love                                    | Do You Like Brahms? OST          |
| 2021  | Story of Us                                | Monthly Magazine Home OST        |
| 2022  | Can You Feel My Heart (내 마음을 느끼나요) | The Law Cafe OST                 |
| 2022  | Run - Female Version                       | The Fabulous OST                 |
| 2023  | Drink it, Girls! (적셔!)                   | Work Later, Drink Now OST        |
| 2023  | Down (Juicy Juicy)                         | See You in My 19th Life OST      |
| 2023  | Luv Luv Luv (avec Sung Han-bin)            | My Lovely Liar OST               |
| 2024  | My Highlight                               | True Beauty Season 1 OST         |
| 2024  | Spring Days Pass                           | Jeongnyeon: The Star Is Born OST |

## Filmographie

### Séries
| Année(s)  | Titre                 | Titre original | Chaîne    | Rôle        | Note(s)                        | Réf.   |
| --------- | --------------------- | -------------- | --------- | ----------- | ------------------------------ | ------ |
| 2022      | Mimicus               | 미미쿠스       | Naver NOW | Oh Ro-si    | Rôle principal                 | [ 25 ] |
| 2023      | Work Later, Drink Now | 술꾼도시여자들 | TVING     | Si-eun      | Saison 2 ; caméo (ép. 7 & 10)  | [ 26 ] |
| 2024—2025 | Squid Game            | 오징어게임     | Netflix   | Kim Jun-hee | Saisons 2 & 3 ; Rôle principal | [ 27 ] |
| À venir   | Variety               | 버라이어티     | Netflix   |             | Rôle principal                 | [ 28 ] |

### Émission web
| Année(s)  | Titre                               | Titre original          | Plateforme   | Note(s)           | Réf.   |
| --------- | ----------------------------------- | ----------------------- | ------------ | ----------------- | ------ |
| 2021—2022 | Adola Travel Agency : Cheating Trip | 아돌라여행사 : 칫힝트립 | U+ Idol Live | Membre du casting | [ 29 ] |

## Distinctions
En 2021, elle est nommée au Asia Artist Awards pour le prix de la popularité pour une artiste solo. Elle est également nommée aux Mnet Asian Music Awards dans les catégories Révélation féminine et Artiste de l'année.